# Кубанские казаки

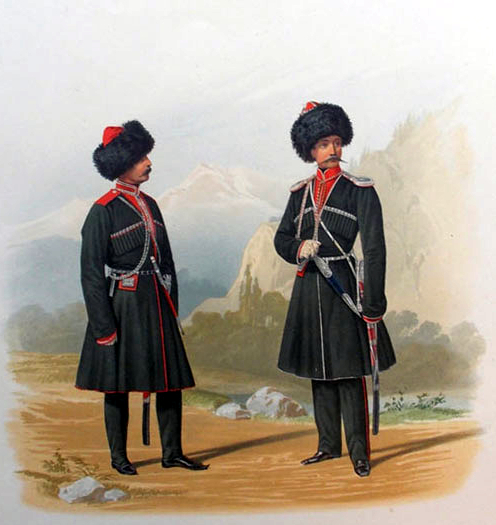
Пиратский К. К. Всадник и Обер-Офицер Кубанского Конно-Иррегулярного Эскадрона. 1861 г.

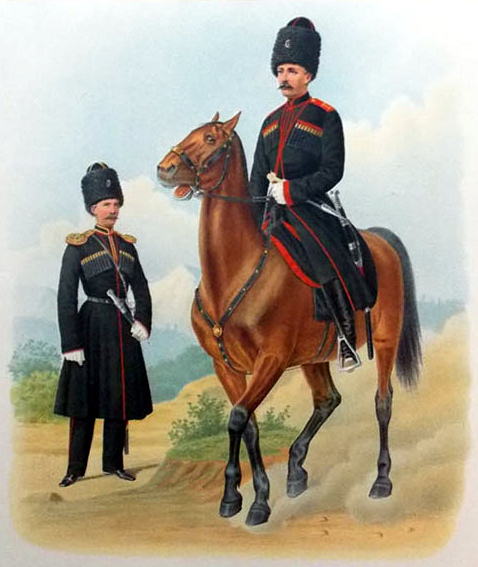
Губарев П. К.
Конно-артиллерийские батареи Кубанского и Терского войск.
1871 г.

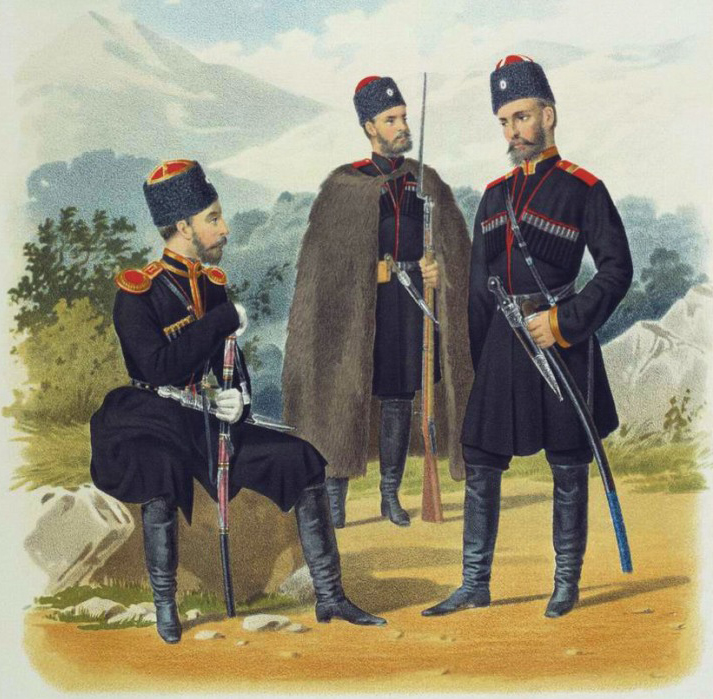
Униформа Кубанских казачьих войск. Обер-офицер, фельдфебель и рядовой. 1884 г.

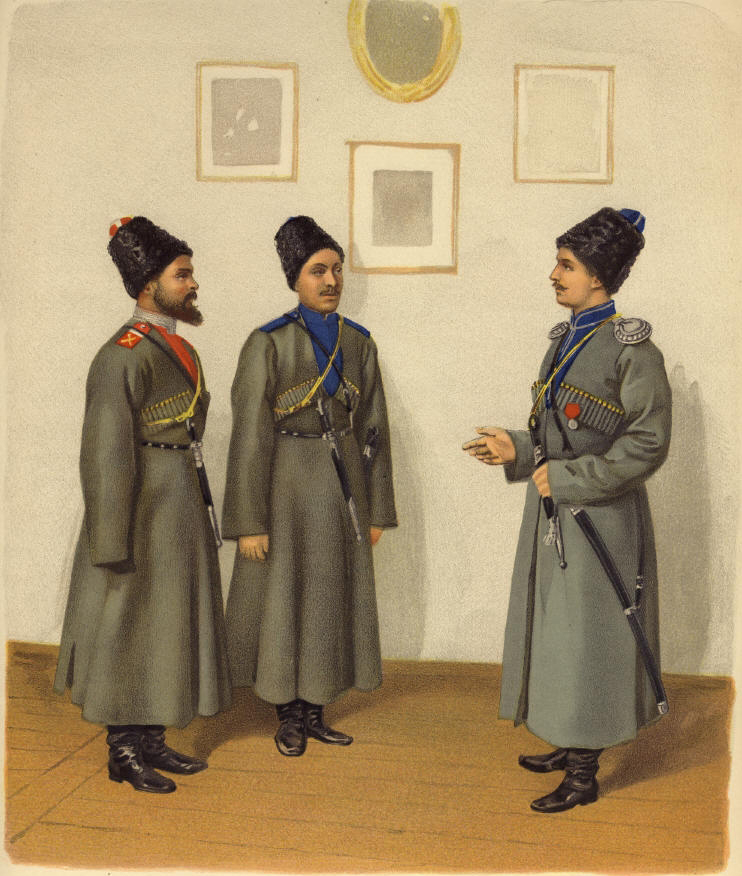
Офицер Терского казачьего войска и казаки Терского и Кубанского казачьих войск, в мундирах (черкесках) темно-серого сукна. 1900 г.

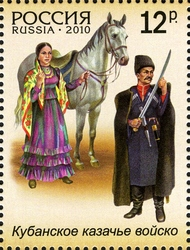
Почтовая марка России, 2010 год: Кубанское казачье войско

Куба́нские казаки́ (куба́нцы), Куба́нское каза́чье во́йско — часть казачества Российской империи на Северном Кавказе, населяющая территории современного Краснодарского края, западной части Ставропольского края, юга Ростовской области, а также Республик Адыгея и Карачаево-Черкесия, преимущественно потомки выходцев из казачьего Войска Запорожского. Войсковой штаб — город Екатеринодар (современный Краснодар). Войско было образовано в 1860 году при объединении Черноморского казачьего войска 176 тыс. душ обоего пола (в том числе 866 крестьян), с  Кавказским линейным казачьим войском 269 тыс. душ обоего пола (в том числе 665 крестьян), которое «упразднялось за ненадобностью» в результате завершения Кавказской войны.
Первоначально войско управлялось кошевыми (от слова «кош») и куренными (от слова «курень») атаманами, позже — наказными атаманами, назначаемыми российским императором. Кубанская область была разделена на 7 отделов, во главе которых стояли атаманы, назначаемые наказным атаманом. Во главе станиц и хуторов стояли выборные атаманы, утверждавшиеся атаманами отделов.
Старшинство — с 1696 года, по старшинству Хопёрского полка. 

## Основные группы кубанских казаков
Кубанское казачье войско исторически сложилось из нескольких различных групп казаков.

### Черноморские казаки
К концу XVIII века после многочисленных политических побед Российской империи коренным образом изменились приоритеты развития завоёванных у Турции земель. С заключением Кючук-Кайнарджийского договора (1774) Россия получила выход к Чёрному морю и Крым. На западе ослабленная внутренними смутами и частыми вторжениями соседних государств Речь Посполитая была впервые разделена и оказалась под протекторатом России.
Таким образом, дальнейшая необходимость в сохранении присутствия казаков Войска Запорожского Низового на их исторической родине для охраны южных российских границ отпала. После неоднократных погромов казаками сербских поселенцев, а также в связи с поддержкой сосланными в Поволжье и на Урал казаками Пугачёвского восстания, императрица Екатерина II приказала разрушить Запорожскую Сечь, что и было исполнено по приказу Григория Потёмкина об усмирении запорожских казаков генералом Петром Текели в июне 1775 года.
В то же время Османская империя, получившая дополнительные силы в лице дунайских казаков, грозила новой войной. В итоге процесс окончательной ликвидации запорожского казачества был приостановлен. Взамен этого в 1787 году из бывших запорожцев Григорий Потёмкин сформировал «Войско верных запорожцев» численностью 600 человек, намереваясь использовать военную силу запорожского казачества против противников Российской империи. Русско-турецкая война 1787—1792 оказалась победной для России и в результате Ясского мира Россия территориально укрепила своё влияние на южных границах.
После заключения мира «Войску верных казаков запорожских» были предоставлены земли, полученные в результате войны, — вдоль побережья Чёрного моря между реками Днестр и Буг, а само войско было переименовано в «Черноморское казачье войско».
В 1792 году во главе казачьей делегации войсковой судья Черноморского казачьего войска Антон Головатый отправился в столицу с целью вручения Екатерине II прошения о предоставлении земель Черноморскому казачьему войску в районе Тамани и «окрестностей». Переговоры шли непросто и долго — прибыв в Петербург в марте, делегация прождала Высочайшего решения до мая. Головатый просил выделить войску земли не только в Тамани и на Керченском полуострове (на что уже было дано согласие Потёмкиным ещё в 1788 году), но и земли на правом берегу реки Кубань, тогда ещё никем не заселённые. Царские сановники выговаривали Головатому: «земли много требуете». Но Головатый не зря был выбран в уполномоченные — его образованность и дипломатичность сыграли свою роль в успехе предприятия — на аудиенции у «просвещённой монархини» Головатый говорил на латыни и сумел убедить Екатерину во всеобщей пользе от такого переселения — Черноморским казакам были пожалованы земли на Тамани и Кубани «в вечное и потомственное владение».
К 1793 году черноморцы в составе 40 куреней (около 25 тысяч человек) переселились в результате нескольких походов на кубанские земли. Главной задачей нового войска стало создание оборонительной линии вдоль всей области и развитие хозяйства на новых землях. Несмотря на то, что новое войско было значительно переустроено по стандартам других казачьих войск Российской империи, был отменён холостой образ жизни коша, черноморцы смогли сохранить в новых условиях много традиций запорожцев, правда, сменив украинскую одежду на местную: черкески и т. д.
Изначально территория (до 1830-х годов) ограничивалась от Тамани вдоль всего правобережья Кубани до реки Лаба. Территория Черноморского войска была разделена на четыре округа, каждый из которых имел свой административный центр:
- Екатеринодарский — окружной центр в сел. Медведовском;
- Таманский (Фанагорийский) — окружной центр в крепости Тамани;
- Бейсугский — окружной центр в сел. Брюховецком;
- Ейский — окружной центр в сел. Щербиновском.

Согласно докладу Военной Коллегии, в Черноморском войске на 1 октября 1802 г. числилось способных к службе: штаб- и обер-офицеров, имеющих армейские чины — 100, полковых есаулов, сотников, хорунжих, не утверждённых в армейских чинах — 285 сотенных есаулов, канониров и казаков — 15079, всего 15464 чел. В соответствии с этой численностью, комплект Черноморского войска определён в 10 конных и 10 пеших пятисотенных полков того же состава, что и в Донском войске, то есть полк должен был состоять из 1 войскового полковника или войскового старшины, 5 полковых есаулов, 5 сотников, 5 хорунжих, 1 квартермистра, 1 писаря и 483 урядников и казаков; всего 501 чел. До этого времени Черноморские полки, в отношении состава, отличались от Донских полков тем, что не имели писарей и квартермейстеров.
Черноморские казаки составляли большую часть казачества в Ейском, Екатеринодарском и Темрюкском отделах Кубанской области.

### Екатеринославское казачье войско
В 1802 году было осуществлено переселение части населения Екатеринославского войска на Кубань, где оно впоследствии послужило основой при организации Кавказского полка черноморских казаков, а затем Кубанского казачьего войска.

### Линейные казаки
Линейцами называют казаков, которые при формировании Кубанского казачьего войска в 1860 году перешли в него из состава Кавказского линейного казачьего войска.

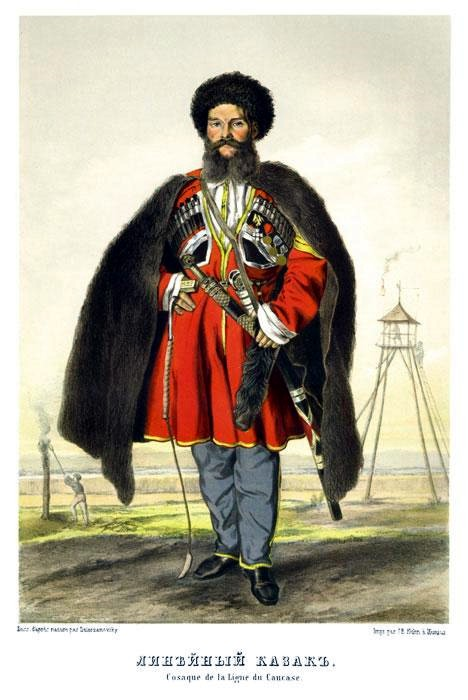
Линейный казак, 1862 г.

Первый из них — Кубанский полк, его казаки были потомками донских и волжских, переселившихся на среднюю Кубань непосредственно после вхождения Кубани в состав России в 1780-х годах. Изначально планировалось переселить бо́льшую часть Донского войска, но это решение вызывало бурю протестов на Дону, и тогда Антон Головатый предложил черноморцам уйти из Буджака на Кубань в 1790 году.
Второй — Хопёрский полк, донские казаки проживавшие между реками Хопёр и Медведица с 1444 года. После восстания Булавина в 1708 году земля казаков была почти вычищена Петром I. Часть донских казаков, ушедшая на Кубань, под командованием атамана Игната Некрасова — Некрасовских казаков, позже ушедших на Балканы, а затем в Турцию. Несмотря на фактическую очистку Хопра, в 1716 году туда вернулись казаки, которые были вовлечены в Северную войну, и после помилования от воронежского губернатора им разрешили построить Новохопёрскую крепость. За полвека Хопёрский полк снова вырос. Летом 1777 года, во время строительства Азовско-Моздокской линии, часть казаков была переселена на Средний Кавказ, где они воевали против Кабарды и основали крепость Ставрополь. В 1828 году после покорения карачаевцев они осели на верхней Кубани. Они составляли часть первой русской экспедиции на Эльбрус в 1829 году.
После образования Кубанского войска в 1860 году его старшинство было позаимствовано от казаков Хопёрского полка Хопёрского округа области Войска Донского, как старейших. В 1696 году хопёрцы отличились при взятии Азова во время Азовских походов Петра I.
Также был установлен войсковой праздник — 30 августа, день Александра Невского. Накануне революции линейцы населяли Кавказский, Лабинский, Майкопский и Баталпашинский отделы Кубанской области.

### Приписные казаки
В первой половине XIX века на Кубань переселялись государственные крестьяне, кантонисты и отставные солдаты, зачисляемые в казаки. Иногда они селились в уже существующих станицах, иногда образовывали новые[уточнить]. В это же время шло переселение сюда азовских казаков.
Во время Отечественной войны казаков перераспределяли по всем уголкам страны, где впоследствии они и основывали новые поселения.

## Хронология значимых дат и событий в истории кубанского казачества

### XVII век
- 1692 — в документе Русского царства от 21 сентября [1 октября] упоминаются т. н. «кубанские казаки» — жившие на реке Кубань с конца XVII века «воровские казаки-раскольники» (территория вассальной Крымскому ханству Малой Ногайской Орды, казачья община Савки Пахомова и другие). Посланцы от них участвовали в попытке вывести с реки Аграхань общину донских казаков-раскольников (территория Тарковского шамхальства, казачья община Левки Манычского). Во время переселения из земель шамхала Будая II под покровительство хана Кубек-Ага, при переправе через Сунжу, община Левки Манычского в количестве 500 человек с женщинами и детьми была разбита и разграблена отрядом кумыков и чеченцев[К. 1] под предводительством эндиреевского мурзы Амирхана (уздень кабардинской владетельницы Тауки Салтанбековой, инициатор нападения — русское правительство и астраханская администрация воеводы П. И. Хованского)[К. 2]. Спасшиеся около 200 человек добрались на Кубань и поселились, т. н. деревянным «городком», в междуречье Кубани и Илобаненчика (Лаба?)[К. 3][15][16].
- 1696 — Хопёрские казаки Войска Донского отличились 21 мая, поучаствовав в разгроме турецкого флота, и 17 июля при взятии Азова, эта дата стала затем старшинством Кубанского войска.

### XVIII век
- 1708 — уход казаков-некрасовцев с Хопра и Дона на Кубань.
- 1700−1721 — участие донских казаков в Северной войне.
- 1777 — строительство Азовско-Моздокской линии и переселение донских казаков.
- 1781 — участие Хопёрских казаков в походе на Анапу;
- 1787−1791 — участие Черноморских казаков в составе конного полка Чепеги и пешего полка Белого в Русско-турецкой войне.
- 1788 14 января — объявлено Монаршее благоволение полковнику бывшего Запорожского войска Сидору Белому и прочим старшинам этого войска, и разрешено запорожцам, не перешедшим на Дунай, селиться на полуострове Тамань.
- 1788 27 февраля — граф Суворов пожаловал Войску верных запорожцев войсковое знамя с надписью «За веру и верность».
- 1788 13 мая — войско «Коша верных казаков Запорожских» названо «Войском верных казаков Черноморских».
- 1792 — первые черноморские казаки прибыли на Тамань.
- 1792 30 июня — войску Черноморских казаков, «в изъявление особливых внимания и милости, за мужественные подвиги на суше и на водах и неустрашимую верность в течение благополучно оконченной войны с Портой Отоманской», пожалован остров Фанагория с землями, между Кубанью и Азовским морем лежащими, «в вечное владение» и, кроме того, 2 серебряные литавры, 2 серебряные трубы и войсковое знамя «За веру и верность».
- 1792−1796 — участие Черноморского казачьего полка в Русско-польской войне, где отличился при взятии Праги в 1794 году.
- 1793 — заложен город Екатеринодар.
- 1796 — два Черноморских казачьих полка, вместе с поселёнными на Кавказской линии донскими казаками Хопёрского и Кубанского полков, были направлены в Персидский поход, в результате чего от голода и болезней потеряли половину своего состава. Это вызвало в 1797 году так называемый Персидский бунт вернувшихся на Кубань черноморцев.
- 1799 18 октября — при войске Черноморских казаков учреждена флотилия.

### XIX век

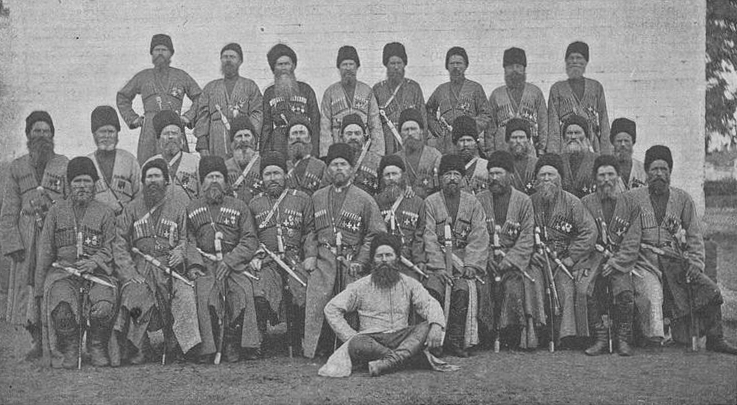
Взвод стариков Кубанцев из Георгиевских кавалеров. Из статьи к 200-летию Кубанского войска.

- 1800 — Черноморские казаки участвовали в карательной экспедиции против горцев в ответ за набеги на свои селения.
- 1801 16 февраля — повелено войску «в означение службы его Престолу» употреблять дарованные: войсковое знамя «Благодать оному», 14 знамён полковых, булаву и пернач.
- 1802 13 ноября — утверждено первое «Положение о Черноморском казачьем войске», в составе 10 конных и 10 пеших (5-сотенных) полков, причём на пеших казаков возлагалась и служба при орудиях, и на флотилии.
- 1803 13 мая — подтверждены прежние грамоты войску и даровано ещё 6 знамён полковых.
- 1806−1812 — четыре казачьих полка участвовали в Русско-турецкой войне.
- 1807 — два полка Черноморских казаков участвовали во взятии Анапы, полк полковника Ляха наряжен в Крым и полк полковника Поливоды на войну с Турцией.
- 1808 12 марта — повелено переселить на земли Черноморского войска, с зачислением в него, около 15000 малороссийских казаков.
- 1810 — служба казаков на флотилии прекращена.
- 1811 18 мая — сформирована из лучших людей войска Гвардейская Черноморская сотня, причисленная к Лейб-гвардии Казачьему полку.
- 1812 — в Отечественной войне участвовали 9-й пеший полк Черноморского казачьего войска, 1-й сборный конный полк полковника Плохого и Гвардейская Черноморская сотня.
- 1813−1814 — участие Черноморских казаков в заграничных походах Русской Армии.
- 1813 25 апреля — за подвиги, оказанные в Отечественной войне, Гвардейскую Черноморскую сотню повелено содержать во всём на положении Лейб-гвардии Казачьего полка.
- 1813 15 июня — Л.-Гв. Черноморской сотне пожалованы серебряные трубы «За отличие против неприятеля в минувшую кампанию 1813 года».
- 1815 — наряжено 4 конных Черноморских полка полковников: Дубоносова, Бурсака, Порохни и Голуба в заграничный поход, но достигли лишь границ Польши.
- 1820−1864 — Черноморские казаки вместе с казаками Кавказского линейного войска принимали участие во всех походах и экспедициях против горцев на Кавказе.
- 1820 17 апреля — Черноморское казачье войско причислено к составу войск Грузинского корпуса.
- 1820 19 апреля — в войско зачислено 25000 бывших малороссийских казаков.
- 1825 — от Черноморского войска на службу наряжены: один конный полк на Прусскую границу и восемь конных и шесть пеших полков на внутреннюю службу.
- 1826—1828 — участие двух конных Черноморских полков, конно-артиллерийской роты и особой пятисотенной команды в Русско-иранской войне.
- 1828−1829 — участие трёх Черноморских полков: одного пешего полковника Житовского и двух конных: Залесского и Завгородного (на Дунае), а также четырёх пеших полков и конно-артиллерийской роты Черноморского войска (у крепости Анапа) в Русско-турецкой войне.
- 1828 — штурм 12 июня казаками турецкой крепости Анапа.
- 1830−1831 — 2 конных Черноморских полка участвовали в Русско-польской войне.
- 1831 25 декабря — составлено расписание Черноморского казачьего войска в составе:
  - Л.-Гв. Черноморского эскадрона (в составе Лейб-гвардии Казачьего полка),
  - Черноморской конно-артиллерийской казачьей 4-й роты,
  - 11 конных и 10 пеших полков.
- 1832−1853 — казаки участвуют в боевых действиях на Кавказе.
- 1842 1 июля — утверждено новое Положение о Черноморском казачьем войске, по которому оно разделено на 3 округа: Таманский, Екатеринодарский и Ейский и обязано выставлять Лейб-гвардии Черноморский казачий дивизион, 12 конных полков, 9 пеших батальонов и 1 конно-артиллерийскую бригаду (из 3-х конно-артиллерийских лёгких батарей и 1-й гарнизонной артиллерийской пешей роты).
- 1843 10 октября — пожаловано войсковое Георгиевское знамя без надписи, в ознаменование 50-летнего существования войска и во внимание к полезной службе черноморцев и их храбрости.
- 1849 — участие Сборно-Линейного полка в Венгерском походе.
- 1853−1856 — во время Крымской войны черноморские казаки успешно отражали вылазки англо-французских десантов у берегов Тамани, а 2-й и 8-й пластунские (пешие) батальоны приняли участие в обороне Севастополя.
- 1856−1864 — в военных действиях на Кавказе участвовало почти всё Черноморское казачье войско вместе с Кавказским линейным казачьим войском.
- 1856 26 августа — Черноморскому войску пожаловано войсковое Георгиевское знамя «За храбрость и примерную службу в войну против французов, англичан и турок в 1853, 1854, 1855 и 1856 годах».
- 1856 30 августа — Л.-Гв. Черноморскому казачьему дивизиону пожалован Георгиевский штандарт в память подвигов Л.-Гв. Казачьего полка, к составу которого он принадлежал.
- 1857 12 апреля — Л-Гв. Черноморскому дивизиону пожалованы серебряные трубы: «Л.-Гв. Черноморскому казачьему дивизиону за отличие, оказанное гвардейской сотней против неприятеля в 1813 году, в составе Л.-Гв. Казачьего полка».
  - 1860 19 ноября — создание Кубанского казачьего войска, с объединением Черноморского войска (176 тыс. душ) и Кавказского линейного войска 269 тыс. душ).
- 1860 — состав Войска: 22 конных полка, 3 эскадрона, 13 пеших батальонов и 5 батарей.
- 1861 — Сборно-Линейный полк и два конных Кубанских полка участвовали в подавлении Польского мятежа.
- 1861 2 февраля — повелено Лейб-гвардии Черноморский казачий дивизион, соединив с Лейб-гвардии Кавказским линейным казачьим эскадроном Собственного ЕГО ВЕЛИЧЕСТВА конвоя, переформировать в Л.-Гв. 1-й, 2-й и 3-й Кавказские эскадроны Собственного ЕГО ВЕЛИЧЕСТВА конвоя, в которых иметь 3/4 казаков Кубанского войска и 1/4 Терского войска. Штандарт и серебряные трубы Л.-Гв. Черноморского казачьего дивизиона повелено иметь при том эскадроне, который находится на службе.
- 1862 10 мая — для заселения предгорий Западного Кавказа повелено переселить туда 12400 человек кубанских казаков, 800 человек Азовского казачьего войска, 2000 государственных крестьян (считая, в том числе, малороссийских казаков) и 600 человек женатых нижних чинов Кавказской армии, включив всех в состав Кубанского войска.
- 1864 11 октября — за переселением в Кубанскую область большей части казаков Азовского войска, войско это, как самостоятельное, упразднено и знамёна его повелено передать в Кубанское войско.
- 1865 20 июля — Кубанскому казачьему войску пожаловано войсковое Георгиевское знамя «За Кавказскую войну», ряду полков (10 и 11-му, 12 и 13-му, 14 и 15-му, 16 и 17-му, 18 и 19-му, 20 и 21-му, 22-му) — Георгиевские знамёна «За отличие при покорении Западного Кавказа в 1864 году», с сохранением и прежних надписей; всем остальным полкам, пешим батальонам и конно-артиллерийским батареям Кубанского казачьего войска — знаки отличия на головные уборы «За отличие при покорении Западного Кавказа в 1864 году».
- 1867 7 октября — терские казаки Л.-Гв. выделены в особый эскадрон, а из кубанских составлены Л.-Гв. 1-й и 2-й Кавказские Кубанские казачьи эскадроны Собственного ЕГО ВЕЛИЧЕСТВА конвоя.
- 1870 1 августа — утверждено новое положение о воинской повинности и о содержании строевых частей Кубанского казачьего войска, по которому состав войска в обыкновенное мирное время определился следующий: 1) два Л.-Гв. Кубанских казачьих эскадрона Собственного ЕГО ВЕЛИЧЕСТВА конвоя; 2) десять конных полков; 3) два пеших пластунских батальона; 4) пять конно-артиллерийских батарей, 5) один дивизион в Варшаве и 6) один учебный дивизион.
- 1873 — часть Ейского полка Кубанского войска участвовала в Хивинском походе в Среднюю Азию.
- 1874 28 марта — установлено старшинство Кубанского казачьего войска по Хопёрскому полку с 1696 года, полков: Урупского — с 1858 года, Лабинского — с 1842 года и Кубанского — с 1732 года, а остальных полков и батальонов — с 1788 года. Батареям особого старшинства присвоено не было.
- 1877−1878 — по случаю войны с Турцией приняло участие в военных действиях всё Кубанское войско, казаки воевали в Болгарии; особенно же они отличились при обороне Шипки (пластуны), Баязета (две сотни Уманцев), при защите Зорского перевала, при Деве-Бойну и при взятии Карса, а равным образом при подавлении восстания горцев в Дагестане и в действиях против турок в Абхазии. За это ряд казачьих частей был награждён Георгиевскими штандартами[17].
- 1880 30 августа — Войску пожаловано войсковое Георгиевское знамя «За отличие в Турецкую войну 1877 и 1878 годов».
- 1881 — три полка Кубанского войска — Таманский, Полтавский и Лабинский — участвовали во взятии туркменской крепости Геок-Тепе.
- 1882 24 июня — утверждено новое положение о военной службе Кубанского казачьего войска, по которому служилый состав его разделён на 3 разряда, из которых строевой, кроме того, на 3 очереди. Войску велено выставлять на службу: 1) в мирное время: два эскадрона конвоя Его Величества, десять конных полков, один конный дивизион, два пластунских батальона и пять конно-артиллерийских батарей; 2) в военное время, кроме этих частей, ещё: двадцать конных полков и четыре пластунских батальона.
- 1884 — 1899 — на Кубанское войско была возложена охрана границ Российской империи в Закаспийском крае с Персией и Афганистаном[18].
- 1890 24 декабря — установлен день войскового праздника: 30 августа.
- 1891 12 марта — эскадроны конвоя названы Л.-Гв. 1-я и 2-я Кубанские казачьи сотни Собственнаго Его Императорского Величества конвоя.
- 1896 1 марта — есаул Кубанского казачьего войска Николай Степанович Леонтьев возглавил группу русских добровольцев в Абиссинии, принявших участие в знаменитом сражении при Адуа во время Итало-эфиопской войны (1895—1896)[19].
- 1896 8 сентября — в ознаменование особого Монаршего благоволения за верность и преданность Престолу и Отечеству войску пожалованы: войсковое Георгиевское знамя «В память 200-летнего существования Кубанского казачьего войска» «1696—1896» с юбилейной Александровской лентой — Кубанскому казачьему войску. Георгиевское знамя «За отличие в Турецкую войну и в делах, бывших против Горцев в 1828 и 1829 годах и при покорении Западного Кавказа в 1864 году» «1696—1896» — 1-му Хопёрскому Ея Императорского Высочества Великой Княгини Анастасии Михайловны полку; Георгиевское знамя «За отличие при покорении Западного Кавказа в 1864 году» «1696—1896» — 2-му Хопёрскому полку; простое знамя «За отличие в Турецкую войну и в делах, бывших против Горцев в 1828 и 1829 годах» «1696—1896» — 3-му Хопёрскому полку, все три — с юбилейными Александровскими лентами.

### XX век
- 1904−1905 — около 2-х тысяч кубанских казаков участвовали в русско-японской войне. В мае 1905 года казаки под командованием генерала П. И. Мищенко в ходе конного рейда взяли в плен 800 японских солдат и уничтожили артиллерийский склад противника.
- 1904 26 августа — в вечное сохранение и напоминание славных имён военачальников Кубанского войска, водивших его к победам, повелено придать первоочерёдным полкам: Таманскому, Полтавскому, Уманскому, Екатеринодарскому, Лабинскому и Урупскому имена: генерала Безкровного, кошевого атамана Сидора Белого, бригадира Головатого, кошевого атамана Чепеги, генерала Засса и генерала Вельяминова.
- 1905−1906 — вся вторая очередь Кубанского войска была мобилизована для поддержания порядка внутри Империи.
- 1910 22 апреля — в вечное сохранение и напоминание славного имени устроителя Екатеринославского и Черноморского войск Наместника Екатеринославского, Генерал-Фельдмаршала Князя Потёмкина-Таврического, повелено имя его придать 1-му Кавказскому полку Кубанского казачьего войска.
- 1910 8 августа — в память заслуг перед Россией славных Запорожских казаков, долгое время несших порубежную службу, и в память основательницы Черноморского войска, повелено 1-й Ейский полк Кубанского казачьего войска именовать 1-м Запорожским Императрицы Екатерины Великой полком, Кубанского казачьего войска, а 2-й и 3-й Ейские полки — именовать 2-м и 3-м Запорожскими.

Флаг Кубанских казаков

Кубанские казаки на стороне Германии

Кубанские казаки на стороне Германии

- 1911 18 мая — пожалован Георгиевский штандарт «За отличие при поражении и изгнании неприятеля из пределов России в 1812 году и за подвиг, оказанный в сражении при Лейпциге 4-го Октября 1813 года» «1811-1911» Л.-Гв. 1-й и 2-й Кубанским сотням Собственного Его Императорского Величества конвоя, с юбилейной Андреевской лентой.
- 1914 — численность войска: 11 конных полков и 1 дивизион, 2,5 гвардейские сотни, 6 пластунских батальонов, 5 батарей, 12 команд и 1 сотня милиции (всего до 19 тыс. человек).
- 1914−1918 Первая мировая война. Кубанское казачье войско выставило 37 конных полков и 1 отдельную казачью дивизию, 2,5 гвардейские сотни, 24 пластунских батальона и 1 отдельный пластунский батальон, 6 батарей, 51 различных сотен, 12 команд (всего около 90 тыс. человек).
- 1917−1920 — часть казаков во главе с Кубанской Радой поддержала идею независимости Кубани. Другая часть во главе с атаманом полковником А. П. Филимоновым в союзе с Добровольческой армией выступала за лозунг «Единой и неделимой России».
- 1918−1920 — 28 января 1918 года Кубанской Радой на землях бывшей Кубанской области была провозглашена независимая Кубанская народная республика со столицей в Екатеринодаре, просуществовавшая до 1920 года. Руководство республики поддержало идею об объединении Кубани с Украинской Державой гетмана Скоропадского на правах федерации. В Киев были отправлены послы, но объединению не суждено было сбыться, так как Екатеринодар был занят Красной армией, а через некоторое время власть Скоропадского пала после восстания Директории[20].
- 1920 — Республика и Войско упразднены.
- 1920−1932 — репрессии и раскулачивание. В 1920—1925 гг. на кубанских землях действуют спорадические повстанческие группы (атаманы М. Пилюк, В. Рябоконь и др.)
- 1932−1933 — голод и массовые выселения (см. Голод в СССР (1932—1933)).

После 1933 года репрессивные меры к казачеству были отменены, восстановлен Кубанский казачий хор, формировались казачьи части Красной армии.
Во время Великой Отечественной войны, при угрозе оккупации Кубани, был создан целый корпус, который насчитывал около 20 тысяч кубанских казаков.
- В сентябре 1943 года из казаков-кубанцев была сформирована 9-я Краснодарская Краснознамённая, орденов Кутузова и Красной Звезды, пластунская добровольческая стрелковая дивизия. Кубанское казачье войско является покровителем преемников пластунской кубанской дивизии: 9-я мотострелковая дивизия Майкоп, 131-я Краснодарская Краснознамённая, орденов Кутузова и Красной Звезды отдельная мотострелковая Кубанская казачья бригада Майкоп, 7-я Краснодарская Краснознамённая, орденов Кутузова и Красной Звезды военная база Гудаута Абхазия.

В ходе Второй мировой войны многие казаки воевали также на стороне нацистской Германии и в составе императорской армии Японии (Бригада Асано и другие).
В конце 1940-х годов на экраны вышел художественный фильм «Кубанские казаки».
В начале 1990-x гг. Кубанское казачье войско было возрождено в виде ряда общественных казачьих организаций. Воссозданное таким образом войско проявило себя в грузино-абхазской войне, ворвавшись первым в Сухум в 1993 году. В наши дни Кубанское казачье войско существует в виде общественной казачьей организации «Кубанское войсковое казачье общество» (КВКО), которое внесено в Государственный реестр казачьих обществ в Российской Федерации и имеет в своём реестре более 40 тысяч казаков.
Об истории создания и нынешнего существования КВКО, см. основную статью Кубанское войсковое казачье общество

### XXI век
В 2009 году на Кубани к казакам себя относило 130 тыс. человек. В 2014 году численность кубанских казаков достигла 146 тыс. человек и составила почти треть от всех казаков России. 9 мая 2015 года сводная рота кубанских казаков под предводительством атамана Долуды приняла участие в Параде Победы на Красной площади в Москве.

## Организация Кубанского казачьего войска в конце XIX−начале XX в

памятник Кубанскому казачеству

Кубанские казаки являлись свободным военизированным сельскохозяйственным населением. Во главе Кубанского казачьего войска стоял наказной атаман (одновременно — начальник Кубанской области), который в военном отношении пользовался правами начальника дивизии, а в гражданском — правами губернатора. Он назначал атаманов отделов, которым подчинялись выборные атаманы станиц и хуторов. Высшим органом станичной власти был станичный сход, который избирал атамана и правление (состояло из атамана и двух избранных судей, с 1870 — атаман, судьи, помощник атамана, писарь, казначей). Станичные общества выполняли различные обязанности: войсковую, «общие по поиску» (содержание почтовых станций, ремонт дорог и мостов и др.), станичные (содержание «летучей почты», сопровождение арестантов, караульная служба и др.). В 1890 году был установлен день войскового праздника — 30 августа. С 1891 года казаки избирали дополнительных судей, которые были кассационной инстанцией на решения станичных судов.
В 1863−1917 годах выходили «Кубанские войсковые ведомости»; в 1914−1917 — журнал «Кубанский казачий вестник», печатались и другие издания.
К началу царствования императора Николая II Кубанское войско подразделялось на 7 отделов:
- Екатеринодарский с центром город Екатеринодар;
- Таманский с центром станица Славянская;
- Ейский с центром станица Уманская;
- Кавказский с центром станица Кавказская;
- Лабинский с центром селение Армавир;
- Майкопский с центром город Майкоп;
- Баталпашинский с центром станица Баталпашинская.

### Население
К 1894 году войско насчитывало:
- 885 140 лиц мужского пола и 827 838 женского пола,
- в том числе, войскового сословия 361 610 лиц мужского пола и 362 784 женского пола;
- служилый состав войска определялся в 1 362 генерала, штаб- и обер-офицера, 83 491 нижних чинов и 34 528 лошадей,
- на действительной же службе числилось: 723 офицерских чина, 14 559 нижних чинов и 4 команды.

Накануне 1914 г. войско также состояло из 7 отделов и имело:
- около 1 300 000 казаков,
- 278 станиц и 32 хутора
- общая площадь — 6,8 млн десятин земли.

Казаки в 1916 году составляли 43 % населения Кубанской области (1,37 млн человек), то есть немногим менее половины. Большая часть пахотной земли принадлежала казакам. Казаки противопоставляли себя неказацкой части населения. К этому времени насчитывалось 262 станицы и 246 хуторов. Основную часть их населения составляли казаки. Иногородние большей частью проживали в городах, селах. Верующие кубанские казаки православные.
Довольно высоким для начала XX века был у кубанских казаков уровень грамотности — более 50 %. Первые школы появились у казаков Кубани в конце XVIII века.

### Войсковая организация
| Наименование | Старшинство (год образования)     | Стоянка / штаб-квартира                                 | Подчинение                                                                                                 | Примечание |
| --- | --------------------------------- | ------------------------------------------------------- | --- | --- |
| лейб-гвардии 1-я и 2-я Кубанские сотни Собственного Его Императорского Величества конвоя                                        | 1811 (18 мая)                     | Императорская Главная Квартира (Царское Село) 1.02.1913 | Собственный Его Императорского Величества Конвой в подчинении командующего Императорской Главной квартирой | Общий праздник конвоя — 4 октября, в день Св. Ерофея. Основная масса чинов Конвоя (в том числе и офицеры) выбривали головы. Общая масть коней — гнедая (у трубачей — серая). |
| 1-я Кавказская казачья дивизия                                                                                                  |                                   |                                                         | | |
| 1-я Кавказская казачья дивизия (2-я Кавказская кавалерийская дивизия),                                                          | 1883−1918 (1878−1883)             | Карс                                                    | 1-й Кавказский армейский корпус                                                                            | |
| 1-й Кубанский Генерал-Фельдмаршала Великого Князя Михаила Николаевича полк Кубанского казачьего войска                          | 1732                              | село Каракурт, Карсская область                         | 1-я Кавказская казачья дивизия, 1-я бригада                                                                | |
| 1-й Уманский бригадира Головатого полк Кубанского казачьего войска                                                              | 1788                              | Карс                                                    | 1-я Кавказская казачья дивизия, 1-я бригада                                                                | |
| 1-й Хопёрский Её Императорского Высочества Великой Княгини Анастасии Михайловны полк Кубанского казачьего войска                | 1696                              | Кутаиси                                                 | 1-я Кавказская казачья дивизия 2-я бригада                                                                 | |
| 2-я Кавказская казачья дивизия                                                                                                  |                                   |                                                         | | |
| 2-я Кавказская казачья дивизия (3-я Кавказская кавалерийская дивизия),                                                          | 1883−1918 (1878−1883)             | Тифлис                                                  | 2-й Кавказский армейский корпус                                                                            | |
| 1-й Полтавский кошевого атамана Сидора Белого полк Кубанского казачьего войска                                                  | 1788                              | село Кинакиры, Эриванская губерния                      | 2-я Кавказская казачья дивизия, 1-я бригада                                                                | |
| 1-й Черноморский полковника Бурсака 2-го полк Кубанского казачьего войска                                                       |                                   | Джалал-оглы, Тифлисская губерния (ныне Степанаван)      | 2-я Кавказская казачья дивизия, 1-я бригада                                                                | |
| 2-й Черноморский полк Кубанского казачьего войска                                                                               |                                   | Тифлис                                                  | 2-я Кавказская казачья дивизия, 1-я бригада                                                                | — уточнить подчинённость |
| 1-й Запорожский Императрицы Екатерины Великой полк Кубанского казачьего войска                                                  | 1788                              | Кагызман, Карская область                               | 2-я Кавказская казачья дивизия, 2-я бригада                                                                | |
| 1-й Лабинский генерала Засса полк Кубанского казачьего войска                                                                   | 1842                              | колония Еленендорф, близ Елизаветполя                   | 2-я Кавказская казачья дивизия, 2-я бригада                                                                | |
| 2-я Сводная казачья дивизия |                                   |                                                         | | |
| 2-я Сводная казачья дивизия | 1889−1918                         | Каменец-Подольск                                        | 12-й армейский корпус                                                                                      | |
| 1-й Линейный генерала Вельяминова полк Кубанского казачьего войска, (бывший 1-й Урупский)                                       | 1858                              | Ромны                                                   | 2-я Сводная казачья дивизия, 2-я бригада                                                                   | |
| 3-я Кавказская казачья дивизия                                                                                                  |                                   |                                                         | | |
| 3-я Кавказская казачья дивизия                                                                                                  | 1910−1918                         |                                                         | 3-й Кавказский армейский корпус                                                                            | |
| 1-й Екатеринодарский кошевого атамана Чепеги полк Кубанского казачьего войска                                                   | 1788                              | Екатеринодар                                            | 3-я Кавказская казачья дивизия, 1-я бригада                                                                | |
| 3-я Кубанская казачья батарея                                                                                                   | 1914                              | Майкоп                                                  | 3-я Кавказская казачья дивизия, 3-й Кавказский казачий дивизион                                            | Формирование 2-й очереди, развернуто по мобилизации 18 июля 1914 года |
| 5-я Кавказская казачья дивизия                                                                                                  |                                   |                                                         | | |
| 5-я Кавказская казачья дивизия (Закаспийская казачья бригада) (Закаспийская конная казачья бригада)                             | 1915−1918 (1894−1915) (1890−1894) | (Ашхабад) (Ашхабад)                                     | 2-й Туркестанский армейский корпус                                                                         | |
| 1-й Кавказский наместника Екатеринославского генерал-фельдмаршала князя Потёмкина-Таврического полк Кубанского казачьего войска | 1788                              | Мерв, Закаспийская область                              | 5-я Кавказская казачья дивизия, 1-я бригада (Закаспийская казачья бригада)                                 | |
| 1-й Таманский генерала Безкровного полк Кубанского казачьего войска                                                             | 1788                              | село Каши (близ Ашхабада), Закаспийская область         | 5-я Кавказская казачья дивизия, 1-я бригада (Закаспийская казачья бригада)                                 | |
| 3-й Екатеринодарский полк Кубанского казачьего войска                                                                           | 1914                              |                                                         | 5-я Кавказская казачья дивизия, 2-я бригада                                                                | Формирование 2-й очереди, развернуто по мобилизации 18 июля 1914 года |
| 3-й линейный полк Кубанского казачьего войска                                                                                   | 1914                              |                                                         | 5-я Кавказская казачья дивизия, 2-я бригада                                                                | Формирование 2-й очереди, развернуто по мобилизации 18 июля 1914 года |
| 10-я Кубанская отдельная конная сотня                                                                                           |                                   |                                                         | 5-я Кавказская казачья дивизия, 2-я бригада                                                                | |
| 30-я Кубанская отдельная конная сотня                                                                                           |                                   |                                                         | 5-я Кавказская казачья дивизия, 2-я бригада                                                                | |
| 4-я Кубанская казачья батарея                                                                                                   | 1914                              | село Каахка, Закаспийская область                       | 5-я Кавказская казачья дивизия 4-й Кавказский казачий конно-артиллерийский дивизион                        | Формирование 2-й очереди, развернуто по мобилизации 18 июля 1914 года |
| 6-я Кубанская казачья батарея                                                                                                   | 1914                              |                                                         | 5-я Кавказская казачья дивизия 4-й Кавказский казачий конно-артиллерийский дивизион                        | Формирование 2-й очереди, развернуто по мобилизации 18 июля 1914 года |
| Кубанская пластунская бригада                                                                                                   |                                   |                                                         | | |
| Кубанская пластунская бригада                                                                                                   |                                   | Тифлис                                                  | | |
| 1-й Кубанский пластунский Генерал-Фельдмаршала Великого Князя Михаила Николаевича батальон                                      | 1788                              | Артвин, Кутаисская губерния                             | | |
| 2-й Кубанский пластунский Её Императорского Высочества Великой Княжны Ольги Николаевны батальон                                 | 1788                              | Баку                                                    | | |
| 3-й Кубанский пластунский Его Императорского Высочества Наследника Цесаревича батальон                                          |                                   | Пятигорск                                               | | |
| 4-й Кубанский пластунский Его Императорского Высочества Великого Князя Георгия Михайловича батальон                             |                                   | Баку                                                    | | |
| 5-й Кубанский пластунский Его Императорского Высочества Великого Князя Бориса Владимировича батальон                            |                                   | Тифлис                                                  | | |
| 6-й Кубанский пластунский Его Величества батальон                                                                               |                                   | укрепление Гуниб, Дагестанская область                  | | |
| Кубанская казачья артиллерия |                                   |                                                         | | |
| Кубанский казачий дивизион | 1830                              | Варшава                                                 | Варшавский военный округ                                                                                   | |
| 1-я Кубанская Генерал-Фельдмаршала Великого Князя Михаила Николаевича казачья батарея                                           |                                   | Эривань                                                 | | |
| 2-я Кубанская казачья батарея                                                                                                   |                                   | село Сарыкамыш, Карсская область                        | 1-й Кавказский кавалерийский корпус                                                                        | |
| 5-я Кубанская казачья батарея                                                                                                   | 1914                              | село Кинакиры, Эриванская губерния                      | | Формирование 2-й очереди, развернуто по мобилизации 18 июля 1914 года |
| Местные казачьи команды |                                   |                                                         | | |
| Армавирская |                                   | Армавир                                                 | | |
| Баталпашинская |                                   | Баталпашинск                                            | | |
| Лабинская |                                   | Лабинск                                                 | | |
| Усть-Лабинская |                                   | Усть-Лабинск                                            | | |
| Части 2-й очереди, развернутые при мобилизации 18 июля 1914 года                                                                |                                   |                                                         | | |
| 2-й Кубанский полк |                                   |                                                         | | |
| 3-й Кубанский полк |                                   |                                                         | | |
| 2-й Таманский полк |                                   |                                                         | | |
| 3-й Таманский полк |                                   |                                                         | | |
| 2-й Екатеринодарский полк |                                   |                                                         | | |
| 2-й Полтавский полк |                                   |                                                         | | |
| 3-й Полтавский полк |                                   |                                                         | | |
| 2-й Хопёрский полк |                                   |                                                         | | |
| 3-й Хопёрский полк |                                   |                                                         | | |
| 2-й Запорожский полк |                                   |                                                         | | |
| 3-й Запорожский полк |                                   |                                                         | | |
| 2-й Лабинский полк |                                   |                                                         | | |
| 3-й Лабинский полк |                                   |                                                         | | |
| 2-й Уманский полк |                                   |                                                         | | |
| 3-й Уманский полк |                                   |                                                         | | |
| 2-й Кавказский полк |                                   |                                                         | | |
| 3-й Кавказский полк |                                   |                                                         | | |
| 2-й Линейный полк |                                   |                                                         | | |
| 2-я Кубанская пластунская бригада                                                                                               |                                   |                                                         | | |
| 7-й Кубанский пластунский батальон                                                                                              |                                   |                                                         | | |
| 8-й Кубанский пластунский батальон                                                                                              |                                   |                                                         | | |
| 9-й Кубанский пластунский батальон                                                                                              |                                   |                                                         | | |
| 10-й Кубанский пластунский батальон                                                                                             |                                   |                                                         | | |
| 11-й Кубанский пластунский батальон                                                                                             |                                   |                                                         | | |
| 12-й Кубанский пластунский батальон                                                                                             |                                   |                                                         | | |
| 3-я Кубанская пластунская бригада                                                                                               |                                   |                                                         | | |
| 13-й Кубанский пластунский батальон                                                                                             | 1914 (конец года)                 |                                                         | | |
| 14-й Кубанский пластунский батальон                                                                                             | 1914 (конец года)                 |                                                         | | |
| 15-й Кубанский пластунский батальон                                                                                             | 1914 (конец года)                 |                                                         | | |
| 16-й Кубанский пластунский батальон                                                                                             | 1914 (конец года)                 |                                                         | | |
| 17-й Кубанский пластунский батальон                                                                                             | 1914 (конец года)                 |                                                         | | |
| 18-й Кубанский пластунский батальон                                                                                             | 1914 (конец года)                 |                                                         | | |

В Первую мировую войну Кубанское войско выставило 41 конный полк (включая 2 полка горцев), 1 пластунский полк, 2 конных дивизиона, 27 пластунских батальонов, 50 особых конных сотен, 9 конных батарей и 1 запасную конно-артиллерийскую батарею — всего около 89 000 чел. и 45 тысяч строевых лошадей. После вступления России в войну с Германией и Австро-Венгрией (19 июля 1914 г.) на территории Кубанской области была объявлена государственная реквизиция лошадей у населения до окончания военных действий.

## Язык
Хотя сегодня казаки практически все русскоязычны, однако в быту (особенно в сельской местности) используют диалекты украинской речи. Это наблюдается почти у всех групп казачества, но более всего у кубанцев.  По некоторым данным, ещё в XIX веке казаки в основном были билингвами и в быту пользовались «татарским» языком. Множество тюркских слов и сегодня сохранились в южнорусских диалектах (кош, курень, юрт, майдан и др.) Согласно переписи населения, в 30-х годах XX века абсолютное большинство кубанских казаков и значительная часть донцов-понизовцев считали родным языком украинский и даже идентифицировали себя как украинцев. Существенные изменения в сторону русского языка наблюдаются после Великой Отечественной войны.

## Приветствия
В казачьих хуторах или станицах было принято приветствовать даже незнакомого человека. Среди распространённых приветствий были «Здорово, казаки!», «Здорово бывали, казаки!», «Здоровенькы булы казаки!», «Здорово дневали (вечеревали, ночевали)!». Ответом было «Слава Богу». Согласно воинскому уставу в строю на приветствия казаки отвечали «Здравия желаю, господин…!».
Экменчи А. утверждал в 2005 году, что помимо общераспространённых приветствий, среди некоторых кубанских станичников используется приветствие «Слава Кубани!» с ответом «Героям слава!».
Авторы газеты «Вольная Кубань» в двух номерах упоминали фразу «Слава Кубани!» с откликом «Героям слава!» как вариант казачьего приветствия. Такое приветствие предлагалось для школьных мероприятий. В «казачьих классах» при школах Новороссийска приветствие использовалось регулярно. В связи с событиями на Украине, в апреле 2015 года Управление образования муниципального образования город Новороссийск отменило использование приветствия «Слава Кубани! — Героям слава!» в «казачьих классах».